# Stephan Heinemann
Stephan Heinemann (* 1970 in Walsrode, Niedersachsen) ist ein deutscher Autor, der bisher vor allem Themen seiner norddeutschen Geburtsstadt bearbeitet hat.

## Leben
Nach dem Abitur 1990 am Walsroder Gymnasium studierte Heinemann Geschichte und Germanistik an der Universität Hannover, wo er 1997 mit dem Magister abschloss und 2001 promoviert wurde. Von 2003 bis 2006 absolvierte er ein Studium der Archivwissenschaften an der Fachhochschule Potsdam. Gegenwärtig lebt er in Berlin und arbeitet als freier Historiker, Archivar und Journalist.

## Schriften
- Zwischen Anpassung und Alltag 1933–1945. Walsroder Bürger erinnern sich. Walsrode 1991.
- „In unsere Erleichterung mischte sich Angst …“. Erinnerungen von Walsroder Bürgern an das Jahr 1945. Bund der Freunde des Heidemuseums Walsrode, Walsrode 1995, ISBN 3-9803242-4-9.
- Das waren Zeiten. 1900–1999. Bilder und Ereignisse aus dem 20. Jahrhundert in Walsrode. Gronemann, Walsrode 1999, ISBN 3-00-005195-3.
- „Komm, wir geh'n ins Kino!“ 75 Jahre Kino in Walsrode. Von den „Walsroder Lichtspielen“ zum „Capitol-Theater“. Walsrode 2001.
- Jüdisches Leben in den nordostniedersächsischen Kleinstädten Walsrode und Uelzen. Bund der Freunde des Heidemuseums Walsrode, Walsrode 2001, ISBN 3-9803242-6-5.
- Walsroder Straßen und ihre Namensgeber. Eine Sammlung von 67 Persönlichkeiten aus Politik, Wirtschaft, Wissenschaft, Technik, Kunst und Kultur. Walsrode 2002.
- Walsrode. In: Herbert Obenaus (Hrsg. in Zusammenarbeit mit David Bankier und Daniel Fraenkel): Historisches Handbuch der jüdischen Gemeinden in Niedersachsen und Bremen. Band 1 und 2. Wallstein, Göttingen 2005, ISBN 3-89244-753-5, Seiten 1528–1533.